# Krzysztof Rościszewski
Krzysztof Ludwik Rościszewski (ur. 7 stycznia 1940 w Nowej Wilejce, zm. 19 lutego 2016 w Olsztynie) – polski reżyser teatralny, dyrektor Teatru Ziemi Pomorskiej w Grudziądzu (1971–1975), dyrektor Teatru im. Jaracza w Olsztynie (1975–1977 i 1978–1984), dyrektor Teatru Śląskiego w Katowicach (1977–1978),dyrektor Teatru Współczesnego we Wrocławiu (1990–1992), kierownik artystyczny Centrum Sztuki – Teatru Dramatycznego w Legnicy (1993–1994), dyrektor Olsztyńskiego Teatru Lalek (1995–2005).

## Życiorys
Urodzony w 1940 roku Krzysztof Rościszewski pochodzi ze szlacheckiej rodziny herbu Junosza, osiadłej na terenie Mazowsza. Babka Marcelina Rościszewska, zasłużona dla miasta Płocka, jako komendantka Służby Kobiet została odznaczona przez marszalka Józefa Piłsudskiego Krzyżem Walecznych. Jako jedna z pierwszych Polek ukończyły Sorbonę. Ojciec Czesław – artylerzysta, stryj Lech – ułan oraz jego żona Janina –  sanitariuszka za udział w wojnie polsko-bolszewickiej otrzymali Krzyże Walecznych. Podczas okupacji hitlerowskiej, za ukrywanie Żydów, rodzina Rościszewskich otrzymała tytuł "Sprawiedliwy wśród Narodów Świata" (1990).
Krzysztof Rościszewski był absolwentem Studium Nauczycielskiego w Gdańsku (1959), Studium Teatralnego CPARA w Warszawie (1965) oraz Wydziału Reżyserskiego PWST w Warszawie (1971). Studiował polonistykę na III i IV roku WSP w Gdańsku i Krakowie (1959–1961). Z wykształcenia nauczyciel, instruktor ruchu amatorskiego, reżyser teatrów zawodowych. Przed rozpoczęciem kariery zawodowej w teatrach dramatycznych przez kilka lat pracował jako instruktor terapii zajęciowej w Sanatorium Akademickim w Zakopanem, nauczyciel szkoły podstawowej oraz jako kierownik domu kultury w Dąbrowie Tarnowskiej (1960–1967). Udzielał się w amatorskim ruchu artystycznym, odnosząc liczne sukcesy na festiwalach ogólnopolskich. W teatrach zawodowych pracę rozpoczął jako asystent reżysera w Teatrze Narodowym w Warszawie za dyrekcji Kazimierza Dejmka i Adama Hanuszkiewicza (1967–1970). Od 1971 roku przez blisko dwadzieścia pięć lat był dyrektorem i kierownikiem artystycznym następujących teatrów:
- Teatr Ziemi Pomorskiej w Grudziądzu;
- Teatr im. Stefana Jaracza w Olsztynie;
- Teatr Śląskiego w Katowicach;
- Teatr Współczesnego we Wrocławiu;
- Teatr Olsztyńskiego Teatru Lalek.

Pracował również jako reżyser etatowy w Teatrze im. W. Horzycy w Toruniu, Teatrze Bałtyckim w Koszalinie, Teatrze Wybrzeże w Gdańsku, Teatrze Polskim w Bydgoszczy, Teatrze Nowym w Łodzi. Reżyserował również gościnnie w Teatrze Powszechnym w Warszawie, Teatrze Słowackiego w Krakowie, Teatrze Polskim w Poznaniu, Teatrze współczesnym w Szczecinie a także w Kielcach, Gorzowie, Gnieźnie, Zielonej Górze, Elblągu, Legnicy oraz za granicą w Bitoli (Macedonia). Zajmował się pracą pedagogiczną jako wykładowca Akademii Teatralnej w Warszawie – Filia w Białymstoku oraz Studium Teatralnego w Olsztynie. Był konsultantem repertuarowym w Teatrze Lubuskim w Zielonej Górze (1998–1999). Publikował również felietony w czasopiśmie "Scena".

## Twórczość
Od debiutu w Gorzowie Wielkopolskim (Śluby panieńskie, 1968) wyreżyserował około stu przedstawień na różnych scenach polskich. Były to między innymi sztuki Szekspira (Hamlet), Moliera (Don Juan), Gombrowicza (Ślub, Iwona), Brechta (Opera za trzy grosze), Becketa (Czekając na Godota), Jonesco (Lekcja), Witkacego (Wariat, W Małym Dworku), Różewicza (Kartoteka, Pułapka), Mrożka (Tango, Pieszo, Emigranci, Jednoaktówki), Czechowa (Trzy Siostry, Wujaszek Wania), Enquistqa (Z życia glist, Noc trybad), adaptacje Dostojewskiego (Zbrodnia i Kara, Idiota, Sen Wujaszka), Fredry (Śluby panieńskie, Mąż i żona, Pan Geldhab) a także sztuki Ostrowskiego, Geldherode, Lubomirskiego, Bresana, Gorkiego i wielu innych. Reżyserował również spektakle telewizyjne, m.in.: Niekochana (1973), Cyganeria warszawska (1089) czy Gorzkie żale w dozorcówce (1981).

## Nagrody i wyróżnienia[2]

### Nagrody Festiwalowe
- To się złożyć nie może – montaż poezji Różewicza (Ogólnopolski Festiwal Teatrów Małych Form, Szczecin 1971)
- Antygona – Sofoklesa-Kajzara (Festiwal Teatrów Polski Północnej, Toruń 1973)
- Przedstawienie Hamleta we Wsi Głucha Dolna – Bresana (Festiwal Teatrów Polski Północnej, Toruń 1979)
- Gorzkie Żale w Dozorcówce – Csurki (Festiwal Teatrów Polski Północnej, Toruń 1981)
- Zbrodnia i Kara – wg Dostojewskiego (Festiwal Teatrów Polski Północnej, Toruń 1982)

### Wyróżnienia dziennikarzy i redakcji dla najlepszego przedstawienia sezonu
- Don Juan – Moliera (Plebiscyt Dziennika Wieczornego w Toruniu, 1971)
- Teatr Czasów Nerona i Seneki-  Radzińskiego ("Srebrna łódka" – wyróżnienie dziennikarzy Łódzkich, 1988)
- Ślub – Gombrowicza (wyróżnienie dziennikarzy w Zielonej Górze, 1996)

### Pozostałe Nagrody i Wyróżnienia
- Nagroda Im. Leona Schillera, przyznana przez Zarząd Główny SPATiF w Warszawie (1973)
- Nagroda Rektora PWST w Warszawie, dla przodującego absolwenta uczelni (1973)
- Nagroda przyznana przez Centralną Komisję VIII Ogólnopolskiego Konkursu "Bliżej Teatru" (1973)
- "Dyplom Honorowy" przyznany przez Ministra Kultury i Sztuki (1976)
- "Laur Gazety Olsztyńskiej – Złota Dziesiątka" (2002)
- Nagroda Prezydenta Miasta Olsztyna (2003)

## Odznaki i Odznaczenia Państwowe[3]
- Odznaka "Zasłużony Działacz Kultury" (1975)
- Odznaka Honorowa "Zasłużonym dla Warmii i Mazur" (1977)
- Srebrny Krzyż Zasługi (1977)
- Odznaka "Za Zasługi dla Województwa Toruńskiego (1982)
- Krzyż Kawalerski Orderu Odrodzenia Polski (2003)
- Srebrny Medal "Zasłużony Kulturze Gloria Artis" (2008)
- Odznaka Honorowa "Za Zasługi dla Województwa Warmińsko-Mazurskiego" (2011)